# Британці
Брита́нці (англ. British people) — громадяни Сполученого Королівства Великої Британії та Північної Ірландії, Британських заморських територій та Коронних володіннь. Термін британці почав формувалися у Середньовіччі на Британських островах, стосовно народів та народностей, які мешкали на території Сполученого Королівства, а нині проживають по всій земній кулі.
Нині британців, що вважають себе такими, налічується більше за 65 мільйонів чоловік. Більшість з них мешкає на території Сполученого королівства. Британська діаспора, яка враховує громадян США, Канади, Австралії, Нової Зеландії, Ірландії і ПАР, налічує сьогодні у світі близько 140 мільйонів чоловік.